# Ildjarn
Ildjarn fue un grupo de black metal originario de Noruega, fundado en 1992 por Vidar Vaaer, alias Ildjarn, único miembro del grupo durante la mayor parte de su historia, exceptuando colaboraciones puntuales. Los primeros discos de Ildjarn hacen gala de un black metal crudo fuertemente influenciado por el punk, mientras que los posteriores son exclusivamente ambientales. La música de Ildjarn era muy simple, las canciones estaban compuestas a base de patrones de batería, un par de riffs y voces ininteligibles. Sus temas tratan sobre la naturaleza y el repudio a la humanidad. El grupo se disolvió en 2005, tras la publicación de un recopilatorio con un título muy elocuente: "Ildjarn is Dead".

## Discografía
| Álbumes de estudio - 1995: Ildjarn - 1996: Forest Poetry - 1996: Landscapes' - 1996: Strength And Anger - 2002: Hardangervidda (con Nidhogg) EP - 1993: Norse (con Nidhogg) - 1996: Svartfråd (con Nidhogg) - 2002: Hardangervidda Part 2 (con Nidhogg) - 2004: Nocturnal Visions | Demos - 1992: Unknown Truths - 1992: Seven Harmonies Of Unknown Truths - 1993: Ildjarn - 1994: Minnesjord Álbumes recopilatorios - 1995: Det Frysende Nordariket - 2002: 1992-1995 - 2003: Ildjarn-Nidhogg - 2005: Ildjarn 93 - 2005: Ildjarn Is Dead |

## Miembros
- Ildjarn (Vidar Vaaer) – voz, guitarra, bajo, batería y sintetizador

### Miembros ocasionales
- Nidhogg – voz, batería y teclado
- Samoth – voz
- Ihsahn – voz